# Robert George Crookshank Hamilton
Sir Robert George Crookshank Hamilton (* 30. August 1836 auf Bressay, Shetlandinseln; † 22. April 1895 in London) war ein britischer Verwaltungsbeamter und von 1887 bis 1892 Gouverneur von Tasmanien.

## Leben
Hamilton, Sohn eines Pastors, besuchte das King’s College der University of Aberdeen, an dem er 1857 ein Jurastudium abschloss. Danach nahm er verschiedene Stellen im War Office, im Arbeitsministerium und bei der Royal Navy an und war zumeist als Buchhalter tätig. 1868 veröffentlichte er ein Buch über dieses Thema (Book-Keeping), das bis 1899 in mindestens sieben Auflagen erschien.
Nach den Phoenix-Park-Morden arbeitete er für die irische Regierung und wurde 1883 zum Staatssekretär ernannt. Während dieser Zeit wurde er zum Verfechter des Home Rule (der Eigenständigkeit Irlands) und unterstützte den damaligen britischen Premierminister William Ewart Gladstone. Nach dem Sturz der Regierung Gladstone im Jahr 1886 verlor auch Hamilton seinen Posten.
Hamilton wurde – offenbar als Kompensation – wenig später zum nächsten Gouverneur von Tasmanien ernannt und nahm am 11. März 1887 seine Tätigkeit in Hobart auf. Während seiner Amtszeit brachte er den Eisenbahnbau und weitere öffentliche Bauvorhaben voran. Er förderte auch das kulturelle Leben; so ließ er bald nach seiner Ankunft aufwendige Feierlichkeiten für den Geburtstag der Königin ausrichten. Mit seiner Hilfe wurde die University of Tasmania und mehrere Schulen gegründet.
1893 kehrte Hamilton nach England zurück. Nach mehreren Tätigkeiten innerhalb der britischen Verwaltung starb Hamilton am 22. April 1895 im Londoner Stadtteil South Kensington. Er wurde in Richmond in der Grafschaft Surrey (heute ein Stadtteil von London) begraben.

## Auszeichnungen
- Companion of the Order of the Bath (1883)
- Knight Commander of the Order of the Bath (1884)